# Eumerus bayardi
Eumerus bayardi är en tvåvingeart som beskrevs av Seguy 1961. Eumerus bayardi ingår i släktet månblomflugor, och familjen blomflugor.
Artens utbredningsområde är Frankrike. Inga underarter finns listade i Catalogue of Life.